# Hadria labyrinthica
Hadria labyrinthica är en insektsart som beskrevs av Metcalf et Bruner 1936. Hadria labyrinthica ingår i släktet Hadria och familjen dvärgstritar. Inga underarter finns listade i Catalogue of Life.